# XGC88000
XGC88000 — клас надзвичайно великих надважких гусеничних підйомних кранів виробництва китайської державної компанії XCMG
Маючи вантажність від 3600 до 4000 тонн, загальну довжину стріли 144 метри і загальну масу брутто 5350 тонн, XGC88000 після початку свого виробництва у 2013 році став найбільшим гусеничним самохідним краном у світі, побивши попередній рекорд крана Liebherr LR 13000 (однак, титул найбільшого крану все ще належить Honghai Crane, який працює на рейках). Це також один із найбільших наземних транспортних засобів, які діють на цю мить, і найбільший самохідний наземний транспортний засіб за загальним розміром, випереджаючи гусеничні транспортери НАСА.
Гусеничні крани XGC88000 брали участь у численних великих будівельних проєктах в КНР та за кордоном, як-от нафтопереробні заводи у Даляні та Ляньюньгані, промислові підприємства у Джубайлі в Саудівській Аравії та нафтопереробний завод Дукмі в Омані. Станом на 2021 рік ця модель загальну вагу 200 000 тонн із загальним часом роботи близько 10 000 годин

## Технічні характеристики
Гусеничний кран XGC88000, на відміну від більшості гусеничних кранів, складається з двох відсіків, кожен на своєму гусеничному рушії. Основна секція містить сам кран. Кранівник працює у просторій кабіні розміром з велику офісну кімнату, в салоні є кондиціонер, сидіння та невеликий диван для розміщення трьох додаткових пасажирів. Другий відсік розташований окремо та утримує противагу крана і містить власну кабіну водія, яка дозволяє керувати відсіком незалежно. Він потребує робочого радіусу 29 метрів.
Максимальна довжина стріли крана становить 144 метри, максимальна загальна довжина з противагою 173 метри (включаючи радіус противаги), максимальна висота (у повному розведеному стані) 108 метрів, вантажопідйомність коливається від 3600 і 4000 тонн  (хоча вдалося підняти максимум перевантаження 4500 тонн) Максимальний підйомний момент — 88000 тонно-метрів Загальна висота противаги становить 9,7 м, довжина — 29 м, вага — 2900 т. Максимальна вага всієї машини становить майже 5400 тонн.
Машина оснащена трьома двигунами Cummins потужністю 641 кВт (860 к.с.), які видають загальну потужність 1923 кВт (2579 к.с.). Кожен двигун може виконувати роль мобільної електростанції, також вони можуть працювати як додаткове джерело живлення під час процесу складання/розбирання крана і як додаткова запасна одиниця один для одного.